# 10. etape af Tour de France 2007

Tiende etape af Tour de France 2007 blev kørt onsdag d. 18. juli og gik fra Tallard til Marseille.
Ruten var 161 km lang og var en flad etape med fire mindre stigninger.
- Etape: 10
- Dato: 18. juli
- Længde: 229,5 km
- Danske resultater:

30. Michael Rasmussen + 10.36
- Gennemsnitshastighed: 43 km/t

## Sprint og bjergpasseringer

### 1. sprint (Oraison)
Efter 82,5 km
| Vinder | Cédric Vasseur | 6p, 6s |
| 2.     | Andriy Grivko  | 4p, 4s |
| 3.     | Paolo Bossoni  | 2p, 2s |

### 2. sprint (Saint-Maximin-la-Sainte-Baume)
Efter 154,5 km
| Vinder | Staf Scheirlinckx | 6p, 6s |
| 2.     | Jens Voigt        | 4p, 4s |
| 3.     | Paolo Bossoni     | 2p, 2s |

### 1. bjerg (Côte de Châteauneuf-Val-Saint Donat)
4. kategori stigning efter 57 km
| Plads | Navn              | Point |
| ----- | ----------------- | ----- |
| 1.    | Marcus Burghardt  | 3     |
| 2.    | Xavier Florencio  | 2     |
| 3.    | Yaroslav Popovych | 1     |

### 2. bjerg (Côte de Villedieu)
4. kategori stigning efter 93 km
| Plads | Navn              | Point |
| ----- | ----------------- | ----- |
| 1.    | Patrice Halgand   | 3     |
| 2.    | Staf Scheirlinckx | 2     |
| 3.    | Jens Voigt        | 1     |

### 3. bjerg (Côte des Bastides)
3. kategori stigning efter 201,5 km
| Plads | Navn             | Point |
| ----- | ---------------- | ----- |
| 1.    | Patrice Halgand  | 4     |
| 2.    | Michael Albasini | 3     |
| 3.    | Sandy Casar      | 2     |
| 4.    | Jens Voigt       | 1     |

### 4. bjerg (Col de la Gineste)
3. kategori stigning efter 219,5 km
| Plads | Navn             | Point |
| ----- | ---------------- | ----- |
| 1.    | Patrice Halgand  | 4     |
| 2.    | Jens Voigt       | 3     |
| 3.    | Michael Albasini | 2     |
| 4.    | Cedric Vasseur   | 1     |

## Resultatliste
|    | Navn                 | Land         | Hold               | Tid     |
| -- | -------------------- | ------------ | ------------------ | ------- |
| 1  | Cédric Vasseur       | Frankrig     | Quick Step         | 5:20.24 |
| 2  | Sandy Casar          | Frankrig     | Française des Jeux | + 0.0   |
| 3  | Michael Albasini     | Schweiz      | Liquigas           | + 0.0   |
| 4  | Patrice Halgand      | Frankrig     | Crédit Agricole    | + 0.0   |
| 5  | Jens Voigt           | Tyskland     | CSC                | + 0.0   |
| 6  | Staf Scheirlinckx    | Belgien      | Cofidis            | + 0.36  |
| 7  | Paolo Bossoni        | Italien      | Lampre-Fondital    | + 0.36  |
| 8  | Marcus Burghardt     | Tyskland     | T-Mobile           | + 1.01  |
| 9  | Aliaksandr Kuchynski | Hviderusland | Liquigas           | + 2.34  |
| 10 | Juan Antonio Flecha  | Spanien      | Rabobank           | + 2.34  |